# Nicholas Carr

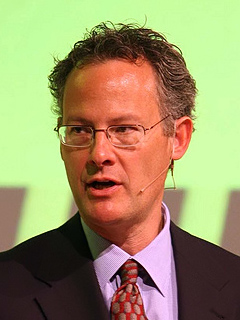
Nicholas Carr tijdens een symposium in Utrecht (2008)

Nicholas G. Carr (Connecticut, 1959) is een Amerikaanse schrijver, die schrijft over technologie, cultuur en economie. Voor zijn boek Het ondiepe: Hoe onze hersenen omgaan met internet was hij finalist voor de Pulitzer prijs 2010.

## Studietijd en carrière
Carr studeerde Engels aan Dartmouth College en Amerikaanse taal aan Harvard. Voor verschillende kranten en tijdschriften was hij journalist, zoals The Atlantic, The New York Times, The Wall Street Journal, Wired, The Times of London, The New Republik, de Financial Times en Die Zeit.

## Theorie
In het zomernummer van 2008 van The Atlantic verscheen zijn artikel "Is Google Making Us Stupid?" Daarin uitte hij de mening dat de ontwikkeling van internettechnologieën een negatieve invloed heeft op ons vermogen om ons te concentreren en te reflecteren.
Carr betoogde in zijn boek The Shallows dat internet mensen dommer maakt. Het zou je oppervlakkiger maken en na veelvuldig gebruik van het medium zou je niet meer in staat kunnen zijn om diep na te denken of goed te concentreren. Want als we internet raadplegen gebruiken we onze leesvaardigheden anders dan dat we een boek lezen. In een boek wordt er lineair gelezen maar op internet wordt er diagonaal gelezen. Er wordt steeds gezocht naar nieuwe informatie. Ons brein zou hierdoor veranderen. Dit blijkt in de neurologie niks onbekends te zijn: je hersenen passen zich aan. Delen die je niet gebruikt worden zwakker en delen die vaak gebruikt worden sterker. Door internet wordt het vermogen om teksten snel te scannen beter maar het vermogen om diep na te denken wordt minder.
Een gevolg zou kunnen zijn dat het werkgeheugen in de hersenen wordt beperkt. In het kortetermijngeheugen komen de vele korte snippers van informatie binnen. Het blijkt dat we maar twee tot vier dingen tegelijk in ons op kunnen nemen. Als we surfen op het internet proberen we veel meer dan vier dingen tegelijk te verwerken. Er vindt dan een overbelasting plaats en de informatie bereikt het langetermijngeheugen niet. Er wordt niet langer kennis en ervaring opgebouwd in je hersenen. Volgens Carr zouden hier nog meer gevolgen aan verbonden zijn. Namelijk het zou zorgen voor een verlaging van de productiviteit van werknemers en de creativiteit wordt minder gestimuleerd.
Carr heeft zelf meegemaakt dat hij vast zat aan het internet. Hij kon geen lange teksten meer lezen want hij was snel afgeleid. Hij was rusteloos. Zijn brein wilde constant nieuwe informatie. Om tot rust te komen en af te kicken van zijn internetverslaving is hij in 2008 van Boston naar Colorado verhuisd.
Toch is Nicholas Carr niet alleen negatief over internet. Het zou ook goede dingen hebben gebracht, zoals vele informatie binnen handbereik, waardoor en iedereen ongeacht deskundigheid kan meepraten over verschillende kwesties, als is het soms op een oppervlakkige manier.

## Erkenning
Voor zijn essay Is Google Making Us Stupid? won hij meerdere prijzen, The Best American Science and Nature Writing 2009, The Best Spiritual Writing 2010 en The Best Technology Writing 2009.
Tegenwoordig woont Carr in Colorado.